# خونريز (مقاطعة فراشبند)
خونريز (بالإنجليزية: Sakhteman-e Khunriz)‏ هي human-geographic territorial entity تقع في فارس في إيران. يقدر عدد سكانها بـ 34 نسمة .